# Margrit Klinger
Margrit Klinger (ur. 22 czerwca 1960 w Obersuhl-Hönebach) – niemiecka lekkoatletka, biegaczka średniodystansowa, medalistka mistrzostw Europy, olimpijka. W czasie swojej kariery reprezentowała Republikę Federalną Niemiec.

## Kariera sportowa
Zdobyła brązowy medal w biegu na 800 metrów, przegrywając jedynie z zawodniczkami radzieckimi Olgą Miniejewą i Ludmiłą Wiesiełkową na mistrzostwach Europy w 1982 w Atenach. Ustanowiła wówczas rekord RFN czasem 1:57,22. Był to najlepszy wynik w jej karierze.
Zajęła 4. miejsce w biegu na 800 metrów na mistrzostwach świata w 1983 w Helsinkach, 3. miejsce w tej konkurencji w finale A pucharu Europy w 1983 w Londynie oraz 7. miejsce na tym dystansie na igrzyskach olimpijskich w 1984 w Los Angeles.
Klinger była mistrzynią RFN w biegu na 800 metrów w latach 1980–1982, 1984, 1985 i 1987, wicemistrzynią na tym dystansie w 1979 oraz brązową medalistką w  1978, a także mistrzynią w biegu na 1500 metrów w 1984.

## Rekordy życiowe
Margrit Klinger miała następujące rekordy życiowe:
- bieg na 800 metrów – 1:57,22 (8 września 1982, Ateny)
- bieg na 1000 metrów – 2:34,94 (8 września 1983, Letter)
- bieg na 1500 metrów – 4:02,66 (38 sierpnia 1983, Kolonia)
- bieg na milę – 4:39,48 (10 lipca 1989, Nicea)